# Антоновичі (Коростенський район)
Антоно́вичі — село в Україні, в Словечанській сільській територіальній громаді Коростенського району Житомирської області. Кількість населення становить 523 особи (2001). Лежить на Словечансько-Овруцькому кряжі.

## Населення
В кінці 19 століття — 466 мешканців та 70 дворів, у 1906 році проживало 531 осіб, дворів — 80.
Кількість населення, станом на 1923 рік, становила 704 особи, кількість дворів — 171.
Відповідно до результатів перепису населення 1989 року, кількість населення, станом на 12 січня 1989 року, складала 562 особи.
Станом на 5 грудня 2001 року, відповідно до перепису населення України, кількість мешканців складала 523 особи.

## Історія
Відповідно до ревізії 1471 року, село давало податку 30 грошів, відро меду та куницю. У 1555 році передане у власність Кмітам. Разом з тринадцятьма іншими селами, належало овруцькому старості Кшиштофові Матвійовичу Кміті, котрий давав з нього 17 служб до замку, 22 копи литовських грошей, 112 грошів та 24 каді меду. Після Кмитів село тримали Сапіги, зокрема ще в 1622 році.
В середині 19 століття — село Овруцького повіту, поблизу витоку річки Словечної.
В кінці 19 століття — село Словечанської волості Овруцького повіту, на річці Словечна, за 33 версти від Овруча та 3 версти від Словечного. Православна парафія в Словечному.
У 1906 році — сільце Словечанської волості (3-го стану) Овруцького повіту Волинської губернії. Відстань до повітового центру, м. Овруч, становила 33 версти, до волосного центру, с. Словечне — 3 версти. Найближче поштово-телеграфне відділення розташовувалося в м. Овруч.
У 1923 році село увійшло до складу Листвинської сільської ради, котра, від 7 березня 1923 року, стала частиною Словечанського району Коростенської округи. Відстань до районного центру, с. Словечне, становила 4 версти, до центру сільської ради, с. Листвин — 3 версти. 2 вересня 1954 року передане до складу Словечанської сільської ради Словечанського району Житомирської області. 30 грудня 1962 року, в складі сільської ради, включене до Овруцького району Житомирської області.
23 липня 1991 року, відповідно до постанови Кабінету Міністрів Української РСР № 106 «Про організацію виконання постанов Верховної Ради Української РСР…», село віднесене до зони гарантованого добровільного відселення (третя зона) внаслідок аварії на Чорнобильській АЕС.
7 липня 2017 року село увійшло до складу Словечанської сільської територіальної громади Овруцького району Житомирської області. Від 19 липня 2020 року, разом з громадою, в складі новоствореного Коростенського району Житомирської області.

## Відомі люди
- Книшевич Пелагея Максимівна (1926—2008) — ланкова колгоспу, Герой Соціалістичної Праці.